# Cimetière de Bunhill Fields
Bunhill Fields est un cimetière situé au Royaume-Uni, dans l'arrondissement de Islington au nord de la ville de Londres et dirigé par la municipalité de Londres.
Du XVIIe siècle jusqu'au milieu du XIXe siècle, ce site a été utilisé pour les enterrements de personnes non-conformistes ; il abrite aujourd'hui les tombes de nombreuses personnalités.

## Histoire
Bunhill Fields faisait partie du manoir de Finsbury (à l'origine Fensbury), qui est très ancien. Le manoir appartenait à la cathédrale Saint-Paul depuis 1104. En 1315, le manoir a été accordé par Robert de Baldock au maire et à la municipalité de Londres, permettant davantage son accès au public.

## Tombes célèbres
On y trouve notamment :
- Thomas Bayes (1702 – 1761), statisticien ami de Richard Price
- William Blake (1757 – 1827), peintre, graveur, poète et mystique
- George Warrender (1er baronnet) (vers 1658 - 1721), marchand et homme politique
- John Bunyan (1628 – 1688), auteur de Le Voyage du pèlerin
- Thomas Fowell Buxton (1758 – 1795)
- Eleanor Coade
- Deux tombes de la famille Cromwell
- Daniel De-Foe (1661 – 1731), auteur de Robinson Crusoé
- Lt. Gen. Charles Fleetwood (? – 1692),
- George Fox (1624 - 1691), un fondateur du mouvement des quakers
- John Gill (1697 – 1771)
- Joseph Hart (1712 - 1768)
- John Owen (1616 – 1683)
- Dame Mary Page (1672 - 1728), femme de Sir Gregory Page
- Richard Price (1733 – 1791)
- Thomas Pringle (1789 - 1834),  vice-amiral de la Royal Navy
- John Rippon (1750 – 1836)
- Isaac Watts (1674 – 1742)
- Susanna Wesley (1669 – 1742), mère de John Wesley
- Daniel Williams (1643 – 1716)